# Weston (Florida)
Weston es una ciudad ubicada en el condado de Broward en el estado estadounidense de Florida, fundada en 1996, siendo una ciudad planificada. En el Censo de 2010 tenía una población de 65.333 habitantes y una densidad poblacional de 957,53 personas por km².
Ha sido incluida en varias publicaciones dentro de las 10 ciudades con mejor calidad de vida de los Estados Unidos. La ciudad es tradicional reducto de famosos y celebridades latinoamericanas, especialmente venezolanas y sobretodo chilenas y colombianas como, el futbolista Lionel Messi, la actriz Adela Noriega, el Coronel Alfonso Plazas Vega, la actriz Alicia Machado, el presentador Rafael Araneda, la pastora María Luisa Piraquive, el periodista Giancarlo Petaccia, el exfutbolista Iván Zamorano y la modelo Marcela Vacarezza.

## Geografía
Weston se encuentra ubicada en las coordenadas 26°6′2″N 80°24′8″O / 26.10056, -80.40222. Según la Oficina del Censo de los Estados Unidos, Weston tiene una superficie total de 68.23 km², de la cual 65.17 km² corresponden a tierra firme y (4.49%) 3.06 km² es agua.
Sus límites son: Al norte y Este la I-75, al oeste los Everglades (Razón por la cual es una de las ciudades más lluviosas del sur de la florida), y al sur la Griifin Rd.

## Demografía
Según el censo de 2010, había 65.333 personas residiendo en Weston. La densidad de población era de 957,53 hab./km². De los 65.333 habitantes, Weston estaba compuesto por el 85.78% blancos, el 4.38% eran afroamericanos, el 0.13% eran amerindios, el 4.59% eran asiáticos, el 0.04% eran isleños del Pacífico, el 2.68% eran de otras razas y el 2.4% pertenecían a dos o más razas. Del total de la población el 44.93% eran hispanos o latinos de cualquier raza. En Weston se destacan los bajos índices delincuenciales.

### Religión
El 37% de los habitantes pertenecen a una religión. El 1,3% son judíos, el 1% son musulmanes, el 0,8% son de religiones orientales, el 0,4% son episcopalianos, el 0,4% son luteranos, el 0,5% son mormones, el 0,6% son presbiterianos, el 1,6% son metodistas, el 1,7% son pentecostales, el 5,7% son bautistas, el 16% son católicos, y el 6,5% son otro tipo de cristianos. En la ciudad se encuentra la sede mundial de la Iglesia de Dios Ministerial de Jesucristo Internacional.

## Educación
Es reconocida por un excelente sistema escolar. La ciudad cuenta con una escuela secundaria para los últimos años (high school)  (Cypress Bay High School), dos escuelas intermedias (middle school) (Tequesta Trace middle school y Falcon Cove middle school) y seis escuelas primarias.